# Dolichopus oregonensis
Dolichopus oregonensis är en tvåvingeart som beskrevs av Van Duzee 1927. Dolichopus oregonensis ingår i släktet Dolichopus och familjen styltflugor.
Artens utbredningsområde är Oregon. Inga underarter finns listade i Catalogue of Life.